# ريتشارد بورتون
ريتشارد بورتون (بالإنجليزية: Richard Burton)‏ (1 يناير 1889 في المملكة المتحدة - 1 يناير 1939) هو لاعب كرة قدم بريطاني (وحمل سابقاً جنسية المملكة المتحدة لبريطانيا العظمى وأيرلندا) في مركز الدفاع. لعب مع ستوك سيتي.